# Райт, Сэмюел Эдвард
Сэмюел Эдвард Райт (англ. Samuel Edward Wright; 20 ноября 1946 ― 24 мая 2021) ― американский актер и певец. Он наиболее известен как голос Себастьяна в диснеевском анимационном фильме «Русалочка» и благодаря песне «Under the Sea», которая получила премию Оскар.

## Юность
Райт родился 20 ноября 1946 года в Кэмдене, штат Южная Каролина. Он учился в средней школе Кэмдена, где занимался спортом и искусством. В 1968 году Райт переехал в Нью-Йорк, чтобы посвятить себя актёрскому мастерству.

## Карьера
В 1984 году Райт был номинирован на премию Тони за лучшую мужскую роль в мюзикле «Малыш с чечеткой» и в 1998 году за лучшую мужскую роль в мюзикле «Король Лев». В 1995 году он был выбран на роль Пугала в мюзикле «Виз» вместе с Уитни Хьюстон, Китом Дэвидом и Седриком Конферансье. Райт придумал роль Сэма в мюзикле «Здесь!» и заменил Бена Верина в мюзикле «Пиппин» (1972).
Сыграл офицера в телесериале «Энос» и джазового композитора и певца Диззи Гиллеспи в фильме Клинта Иствуда «Птица». Райт также сыграл роль Иерихона в телевизионной программе «Джонни Зеро».
Райт озвучил краба Себастьяна в анимационном фильме «Русалочке» и исполнил песни «Under the Sea» и «Kiss the Girl».

## Личная жизнь и смерть
Райт был женат на Аманде Райт, с которой познакомился в постановке «Два веронца». У них трое детей: Кили, Ди и Сэм.
Райт умер от рака простаты в своем доме в Уолдене, штат Нью-Йорк, 24 мая 2021 года.

## Фильмография

### Кино
| Год  | Название                         | Роль                    | Примечание | Пр.    |
| ---- | -------------------------------- | ----------------------- | ---------- | ------ |
| 1988 | Птица                            | Диззи Гиллеспи          |            | [ 17 ] |
| 1988 | Я и он                           | Парамедик               |            |        |
| 1989 | Русалочка                        | Себастьян (озвучивание) |            | [ 13 ] |
| 1991 | Карибский Джамбори Себастьяна    | Себастьян (озвучивание) |            | [ 13 ] |
| 1993 | Привязанный                      | Дейв                    |            | [ 18 ] |
| 2000 | Динозавр                         | Крон (озвучивание)      |            | [ 17 ] |
| 2000 | Русалочка 2: Возвращение в море  | Себастьян (озвучивание) |            | [ 17 ] |
| 2008 | Русалочка: Начало истории Ариэль | Себастьян (озвучивание) |            | [ 17 ] |

### Телевидение
| Год       | Название                   | Роль                    | Примечание | Пр.           |
| --------- | -------------------------- | ----------------------- | ---------- | ------------- |
| 1976      | Четвертый шар              | С. Б. Тревис            |            | [ 5 ]         |
| 1979      | Пустое изображение         | Скотти                  |            | [ 19 ]        |
| 1980-1981 | Энос                       | Оффицер Турк            |            | [ 13 ]        |
| 1982      | Соседство                  |                         |            | [ 19 ]        |
| 1985      | Брасс                      | Майкл Шор               |            | [ 19 ]        |
| 1986      | Дар удивительной Благодати | Моррис                  |            | [ 19 ]        |
| 1986      | Шоу Кросби                 | Доктор Ден Морган       |            | [ 5 ]         |
| 1991      | Отдельные, но равные       | Артис Петтерсон         |            | [ 19 ]        |
| 1992-1994 | Русалочка                  | Себастьян (озвучивание) |            | [ 12 ] [ 13 ] |
| 1992      | Натуральная мультяшность   | Себастьян (озвучивание) |            | [ 20 ]        |
| 1993      | Куин                       | Альфред                 |            | [ 21 ]        |
| 1993      | Марсупилами                | Себастьян (озвучивание) |            | [ 22 ]        |
| 1994-2000 | Закон и порядок            | Джером Осборн           |            | [ 18 ]        |
| 1997      | Нью-Йорк под прикрытием    | Джил Джефферсон         |            | [ 23 ]        |
| 2001-2002 | Мышиный дом                | Себастьян (озвучивание) | 6 episodes | [ 24 ]        |
| 2003      | Микейпалуза                | Себастьян (озвучивание) |            | [ 25 ]        |

### Видеоигры
| Год  | Название                              | Роль      | Пр.    |
| ---- | ------------------------------------- | --------- | ------ |
| 1992 | Ariel the Little Mermaid              | Себастьян | [ 24 ] |
| 1997 | Ariel's Story Studio                  | Себастьян | [ 22 ] |
| 1999 | Disney’s Arcade Frenzy                | Себастьян | [ 22 ] |
| 2000 | The Little Mermaid II: The Video Game | Себастьян | [ 22 ] |

### Театр
| Год        | Название                    | Роль            | Примечание | Пр.           |
| ---------- | --------------------------- | --------------- | ---------- | ------------- |
| 1971       | Иисус Христос — суперзвезда |                 | Бродвей    |               |
| 1971, 1973 | Два веронца                 | Валентайн       | Бродвей    | [ 26 ] [ 11 ] |
| 1972       | Пиппин                      | Главная роль    | Бродвей    | [ 25 ]        |
| 1974       | Здесь!                      | Сем             | Бродвей    | [ 10 ] [ 11 ] |
| 1983       | Ребенок, танцующий чечетку  | Уильям Шеридан  | Бродвей    | [ 12 ] [ 10 ] |
| 1989       | Добро пожаловать в клуб     | Брюс            | Бродвей    | [ 26 ]        |
| 1991       | Кость мула                  | Майор Джо Кларк | Бродвей    | [ 11 ]        |
| 1997       | Обещания, обещания          | Мистер Киркеби  |            | [ 26 ]        |
| 1997       | Король Лев                  | Муфаса          | Бродвей    | [ 12 ]        |